# 源村 (山梨県)
源村（みなもとむら）は山梨県中巨摩郡にあった村。現在の南アルプス市北部、御勅使川上流域にあたる。

## 地理
- 山：甘利山、千頭星山、深窪山、南深窪山
- 河川：御勅使川

## 歴史
- 1875年（明治8年）1月27日 - 巨摩郡有野村・塩前村・大嵐村・須沢村・駒場村・築山村が合併して源村となる。
- 1878年（明治11年）7月22日 - 郡区町村編制法の施行により、源村が中巨摩郡の所属となる。
- 1889年（明治22年）7月1日 - 町村制の施行により、源村が単独で自治体を形成。
- 1957年（昭和32年）11月1日 - 大字曲輪田新田・飯野新田・築山が白根町に編入。
- 1959年（昭和34年）5月1日 - 白根町に編入。同日源村廃止。